# 前田和雄
前田 和雄（まえだ かずお、1919年2月13日 - 2009年10月7日）は、日本の経営者、工学博士。三井造船社長を務めた。山口県出身。

## 経歴・人物
1943年に九州帝国大学工学部造船学科を卒業し、同年に三井造船に入社。1968年に取締役に就任し、1974年5月に常務、1977年6月に専務を経て、1979年6月に社長に就任。1986年6月には会長に就任し、1993年に相談役を経て、1998年7月に特別顧問に就任。
1983年4月に藍綬褒章を受章し、1996年11月に勲二等旭日重光章を受章。
2009年10月7日、骨髄異形成症候群のために死去。90歳没。